# Limnoria nonsegnis
Limnoria nonsegnis är en kräftdjursart som beskrevs av Menzies 1957. Limnoria nonsegnis ingår i släktet Limnoria och familjen borrgråsuggor. Inga underarter finns listade i Catalogue of Life.